# تئاتر ای‌دی میرویش
تئاتر ای‌دی میرویش (انگلیسی: Ed Mirvish Theatre) همچنین در حال حاضر با حمایت از حقوق نام‌گذاری به عنوان CAA Ed Mirvish Theatre نیز شناخته می‌شود یک تئاتر فیلم و بازی تاریخی در مرکز شهر تورنتو، انتاریو، کانادا است.